# 特恩普尔普加卢尔
特恩普尔普加卢尔（TNPL Pugalur），是印度泰米尔纳德邦Kapur县的一个城镇。總人口5880人（2001年）。

## 人口
该地2001年总人口5880人，其中男性3025人，女性2855人；0—6岁人口474人，其中男238人，女236人；识字率71.77%，其中男性为78.98%，女性为64.13%。